# Sekretář pro papežská diplomatická zastoupení
Sekretář pro papežská diplomatická zastoupení (Secretario per le Rappresentanze Pontificie), do 17. prosince 2020 Delegát pro papežská diplomatická zastoupení (Delegato per le Rappresentanze Pontificie), je vedoucím třetí sekce vatikánského Státního sekretariátu, zřízené papežem Františkem v roce 2017. Věnuje se výhradně záležitostem osob pracujících v diplomatických službách Svatého Stolce (permanentní formace, životní podmínky, zařizování různých povolení a víz...). Měl by pravidelně navštěvovat diplomatické mise Svatého Stolce, spolu se Substitutem pro všeobecné záležitosti a Sekretářem pro vztahy se státy se účastní pravidelných týdenních koordinačních setkání vedených státním sekretářem. Sekretář také předsedá schůzím, během nichž se rozhoduje o nominacích papežských diplomatů a svolává je. Má také spolu s prezidentem Papežské církevní akademie zodpovědnost za výběr a formaci kandidátů pro diplomatickou službu.

## Seznam Delegátů pro papežská diplomatická zastoupení
- Arcibiskup Domenico Enrici (16. červenec 1973 – 1. prosinec 1979 rezignoval)
- Arcibiskup Giovanni Coppa (1. prosinec 1979 – 30. červen 1990 jmenován nunciem v Československu)
- Arcibiskup Francesco Monterisi (28. srpen 1990 – 7. březen 1998 jmenován sekretářem Kongregace pro biskupy)
- Arcibiskup Carlo Maria Viganò (4. duben 1998 – 16. červenec 2009 jmenován sekretářem Governatorát Městského státu Vatikán)
- Arcibiskup Luciano Suriani (24. září 2009 – 7. prosinec 2015 jmenován nunciem Srbsku)
- Arcibiskup Jan Romeo Pawłowski, (7. prosince 2015 - 17. prosince 2020)

## Seznam Sekretářů pro papežská diplomatická zastoupení
- Arcibiskup Jan Romeo Pawłowski, od 17. prosince 2020